# 超加工食品

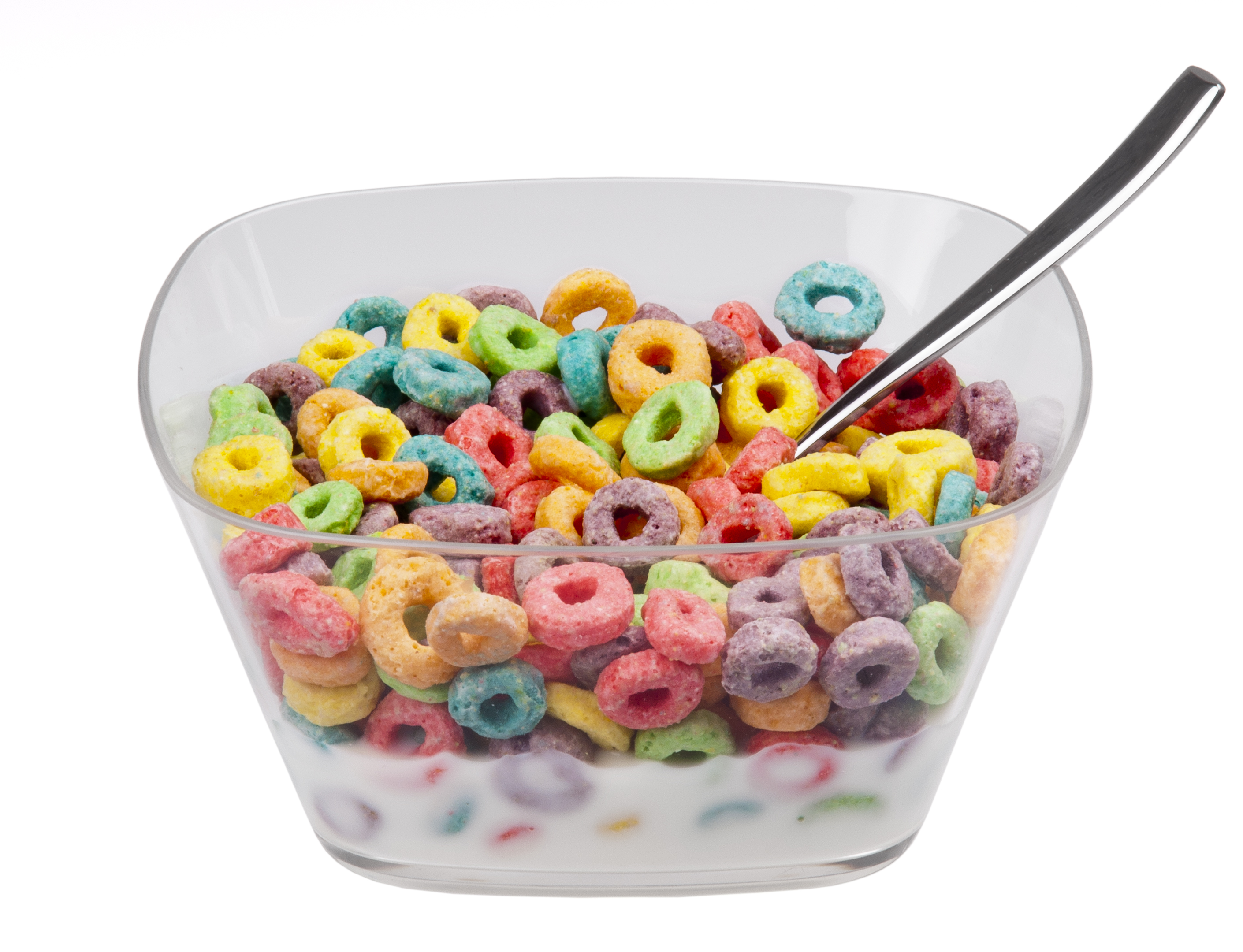
一碗谷物圈早餐麦片 (Froot Loops) 麥片，是一種超加工麥片

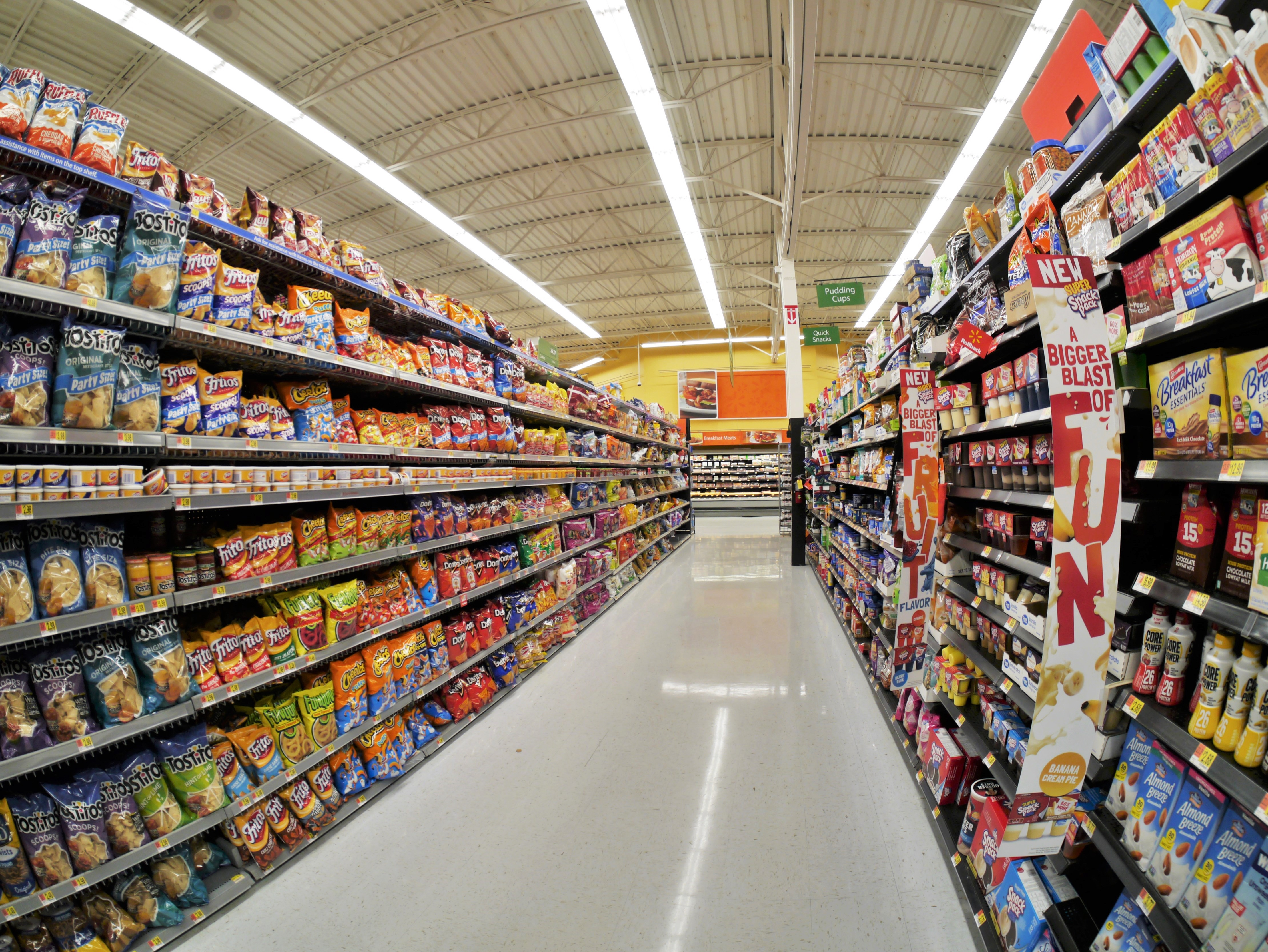
美國超級市場的超加工食品貨架

超加工食品，或超級加工食品（英語：ultra-processed food, UPF）是由天然食品或其他有機成分經工業方式製造的食品。這些食品經常被設計得口感極佳、方便且利潤豐厚，這通常是因為加入了如防腐劑、食用色素和調味料等食品添加物。超加工食品通常經過模塑/擠壓、氫化或油炸等製程。
2023年，對於超加工食品及其影響的研究進展日新月異。
營養流行病學數據顯示，過多食用這些食品可能增加罹患肥胖、二型糖尿病、心血管疾病和某些癌症的風險。2024年發表在《英國醫學期刊》（The BMJ）上的一項綜合分析指出，有32項研究指出UPF與負面的健康結果有關，但具體的影響機制並不清楚。
另外，有研究者認為，食品的超級加工也是食品工業對環境造成的傷害之一。有研究顯示，超級加工食物除了會影響身體健康外，還會影響腦部健康，包括心智、情緒及精神健康，有導致抑鬱等風險。另一項研究顯示，進食超加工食物，是導致現今青少年不快樂的三大主要原因之一。此外，有研究也發現，進食過多超加工食物，會導致認知功能和執行功能下降。
一般而言，薯條、餅乾、蘋果派都屬於超級加工食物。
有些作者批評「超加工食品」的概念定義不夠清楚，而Nova的分類系統過度著重於食物的種類而非攝取的分量。 其他作者 (大多來自營養領域) 則批評對健康的影響缺乏可歸因的機制，著重於目前的研究證據並未提供超加工食品如何影響身體系統的具體解釋。

## 定義
至少自工業革命以來，人們對食品加工的擔憂就一直存在。超加工食品的起源更為近期：邁克爾·波倫（Michael Pollan）頗具影響力的著作《雜食動物的困惑》（The Omnivore's Dilemma，2006）將高度加工的工業食品稱為“可食用的類似食品的物質”。 卡洛斯·奧古斯托·蒙泰羅 (Carlos Augusto Monteiro) 在2009年的評論中指出，波倫對創造「超加工食品」一詞產生了影響。一些消息來源將超加工食品描述為“預消化食品”。
蒙泰羅的團隊從2010年開始開發了Nova分類法，用於對未加工食品和加工食品進行分組，其超加工的定義成為最廣泛接受的定義，並透過連續出版物進行了完善。 超加工食品的識別以及類別本身是營養和公共衛生科學家爭論的主題，並且已經提出了其他定義。
一項對2021年食品加工等級分類系統的調查確定了四個「界定主題」：
- 改變的程度 (與自然狀態不同)
- 改變的性質（特性、添加的成分）
- 加工地點（何處/由誰加工）
- 加工的目的（為什麼，必要/美觀）[22]

### 蒙泰羅2009年的評論
卡洛斯·蒙泰羅 (Carlos Monteiro) 與聖保羅大學的研究團隊合作，首次發表了超加工食品的概念：

超加工食品基本上是由第2類成分[從完整食物中萃取的物質]所製成的甜點，通常結合複雜的添加劑使用，使其可食用、可口，並能養成習慣。儘管它們可能被塑造、被標籤和被行銷，使其看起來有益健康和「新鮮」，但它們與第1類食品[微加工食品]並無真正的相似之處。與第2類的成分不同，超級加工食品通常不會與微量加工食品、菜肴和餐點一起食用，或作為其中的一部分。相反地，它們被設計成即食（有時會加入液體，例如牛奶）或即熱，而且通常單獨或混合食用（例如鹹味零食搭配汽水、麵包搭配漢堡）。

這個定義與基於特定成分的定義一樣具有社會性，這使得即使在未經訓練的消費者中，對超加工食品的理解也非常直觀。一封回應蒙泰羅2009年評論的信件表明，該定義“缺乏精確性”，因為它缺乏傳統食品科學的可測量定義。正因為如此，研究人員不同意該定義是否可以構成對照實驗的有效基礎。研究人員已經為超美味食品 (hyperpalatable food) 製定了定量定義，但沒有為超加工食品製定了定量定義。

## 參看
- 糧食政治
- 垃圾食品